# Сборная цыган по футболу
Сбо́рная цыга́н по футбо́лу — национальная футбольная команда, представляющая цыган в международных и товарищеских матчах. С 2015 года входит в организацию CONIFA..

## История
Сборная была создана в 2007 году, дебют на международной арене состоялся в 2015 году в игре со сборной Секейского края, прошедшей в рамках Кубка Европы среди непризнанных сборных. По итогам первенства цыгане заняли 5-е место в турнирной таблице. Главным тренером команды является итальянец Андреа Луиджи Маца.
С января 2016 года сборная заключила партнёрское соглашение с миланским футбольным клубом «Брера Кальчо», составленным из представителей цыганской диаспоры города. В частности, в рамках договора, состоялся ряд товарищеских матчей между командами.
Цыганская сборная собирается из игроков, проживающих в 18 различных городах мира под руководством сербской общественной активистки и актрисы Дианы Павлович, имеющей цыганские корни.